# (35403) Latimer
(35403) Latimer (1997 YW4) – planetoida z pasa głównego asteroid okrążająca Słońce w ciągu 3,59 lat w średniej odległości 2,34 j.a. Odkryta 22 grudnia 1997 roku.